# Klug Nándor
Tamásfalvi Klug Nándor (Kotterbach, 1845. október 18. – Budapest, 1909. május 14.) orvos, fiziológus, biofizikus, a Magyar Tudományos Akadémia rendes tagja. Tudományos kutatásai középpontjában az érzékszervek, a szívműködés, az emésztés és az anyagcsere élettani folyamatai álltak. 1878 és 1891 között a kolozsvári Ferenc József Tudományegyetem, 1891-től haláláig a Budapesti Tudományegyetem élettani intézetének igazgatója volt.

## Életútja
Bécsben és Pesten folytatott orvosi tanulmányokat, végül 1870-ben orvosi és szülészmesteri oklevelet szerzett a Pesti Tudományegyetemen (1873-tól Budapesti Tudományegyetem). 1871-től az egyetem állattani intézetében, majd 1873-tól Jendrassik Jenő mellett az élettani intézetben volt tanársegéd. 1874-ben magántanárrá habilitált biofizikai tárgykörből („A természettannak a rezgésen alapuló tünetcsoportja”), 1876-ban pedig állami ösztöndíjjal a Lipcsei Egyetem élettani intézetében végzett kutatásokat. 1877-től 1878-ig címzetes nyilvános rendkívüli tanári címmel oktatott a Budapesti Tudományegyetem élettani intézetében.
1878-ban a kolozsvári Ferenc József Tudományegyetemre nevezték ki az élet- és szövettan nyilvános rendes tanárává, itt oktatott 1891-ig. Elképzelései szerint és irányítása alatt épült fel az egyetem élettani intézete. 1881–1882-ben, 1883–1884-ben és 1888–1889-ben az orvostudományi kar dékáni, 1889–1890-ben az egyetem rektori feladatkörét is ellátta. 1891-ben visszatért a fővárosba, és a Budapesti Tudományegyetemen az élettan nyilvános rendes tanáraként, az élettani intézet igazgatójaként végzett oktató- és kutatómunkát egészen haláláig. 1898 és 1900 között a bölcsészettudományi kar dékánja volt.

## Munkássága
Pályája elején tudományos érdeklődése az érzékszervek és az idegrendszer élettani folyamatai felé irányult. Behatóan vizsgálta a bőrérzékelés egyes válfajait (nyomás- és hőérzékelés, a testfelületre ható mechanikai és kémiai ingerek lokalizálása), a látószervek és a látás egyes sajátosságait (fényérzékelés és színészlelés, színvakság, a retina és a sárgafolt szerepe), a hallószervek anatómiáját, valamint a hangképzés fiziológiáját.
Ezzel párhuzamosan a szív és a vérkeringés élettani folyamatai, alak- és szövettana is vonzotta figyelmét, többek között tanulmányozta a szív beidegzését, a bolygóideg hatását a szívműködésre. Az 1890-es évektől mind többet foglalkozott az emésztés és az anyagcsere-folyamatok élettanával, biokémiai vonatkozásaival, így például a fehérjeképződéssel, a fehérjebontó pepszin termelődésével, a hányással, a vizeletkiválasztással és a vörösvérsejtképzéssel. Mindkét akadémiai székfoglalóját emésztés-élettani témakörben tartotta (Az enyv mint tápanyag, 1890; Adatok a pepszinemésztéshez, 1894).
Könyvei közül kiemelkedik kétkötetes humánélettani monográfiája (1888), emellett rendszeresen publikált az Orvosi Hetilap, a Természettudományi Közlöny, a Matematikai és Természettudományi Értesítő, a Kolozsvári Orvos-Természettudományi Értesítő, a Magyar Orvosi Archívum és az Ungarisches Archiv für Medizin szakfolyóiratokban, 1891 után ez utóbbi kettő szerkesztésében is részt vett. Több élettani szócikket írt A Pallas nagy lexikona számára.

### Szervezeti tagságai és elismerései
1890-ben a Magyar Tudományos Akadémia levelező tagjává választották, 1894-ben pedig a rendes tagok sorába emelték. Alapító tagként vett részt a Budapesti Királyi Orvosegyesület, a Magyar Természettudományi Társulat, a Matematikai és Fizikai Társulat, továbbá az Országos Közegészségügyi Egyesület munkájában. A Magyar Természettudományi Társulat 1891-ben alapított élettani szakosztályának első elnöke, valamint az Erdélyi Múzeum-Egyesület orvosi-természettudományi szakosztályának két éven át elnöke, majd titkára és választmányi tagja volt. A Firenzei Orvosfizikai Akadémia (Accademia medico-fisico fiorentina) levelező, a Német Élettani Társaság (Deutsche Physiologische Gesellschaft) rendes tagja volt.

### Főbb művei
- Vizsgálatok az emlősök fülcsigájáról. Budapest, Magyar Tudományos Akadémia, 1873, 36 p. REAL-EOD
- A szinérzésről indirect látás mellett. Budapest, Magyar Tudományos Akadémia, 1875, 42 p. REAL-EOD
- A szem fénytörő közegeinek hősugár átbocsátó képességéről. in: Akadémiai Értesítő 1878.
- A látásról: Három előadás. Kolozsvár, 1878, 72 p.
- Az emberi hang és a beszéd. Budapest, Természettudományi Társulat, 1887, 77 p.
- Az emberélettan tankönyve I–II. Budapest, Franklin-Társulat, 1888, 552 + 611 p.
- Az enyv, mint tápanyag. Budapest, Magyar Tudományos Akadémia, 1890, 47 p. REAL-EOD
- Emlékbeszéd Jendrássik Jenő rendes tagról. Budapest, Magyar Tudományos Akadémia, 1892, 19 p.
- Adatok a pepszinemésztéshez. in: Matematikai és Természettudományi Értesítő 1895.
- Az érzékszervek élettana. Budapest, Magyar Természettudományi Társulat, 1896, 263 p. MEK (Természettudományi Könyvkiadó Vállalat)
- Emlékbeszéd Ludwig Károly Frigyes Vilmos külső tagról. Budapest, Magyar Tudományos Akadémia, 1897, 26 p.
- Észlelőkönyv a Budapesti Tud. Egyet. Élettani Intézetében folyó gyakorlatok- és demonstrációkhoz. Budapest, Eggenberger, 1903, 128 p.
- Az anyagforgalom élettanának újabb haladásáról. Budapest, Orvosi, 1904, 210 p.